# Аль-Хаким, Аммар
Амма́р аль-Хаки́м (араб. عمار الحكيم‎) (род. 1971, Ан-Наджаф) — глава Высшего исламского совета Ирака.

## Биография
Родился в 1971 году в городе Наджаф. В 1979 году покинул страну вместе со своим отцом Абдульазизом аль-Хакимом, который подвергся преследованиям со стороны служб безопасности правительства Саддама Хусейна. Учился в Тегеране и в Куме.
На Аммара аль-Хакима было совершено несколько покушений. В феврале 2007 года он был задержан американскими военными при возвращении из Ирана.
Женат, имеет пятерых детей.

### Политическая деятельность
В условиях политического кризиса и неослабевающей террористической угрозы в Ираке 1 июня 2013 года Аммар аль-Хаким организовал в своём доме встречу премьер-министра страны Нури аль-Малики и спикера парламента Осама ан-Нуджейфи, направленную, в частности, на нормализацию отношений между двумя лидерами государства. Ранее, в апреле 2013 года, ан-Нуджейфи призывал аль-Малики уйти в отставку.